# Oberlandesgericht

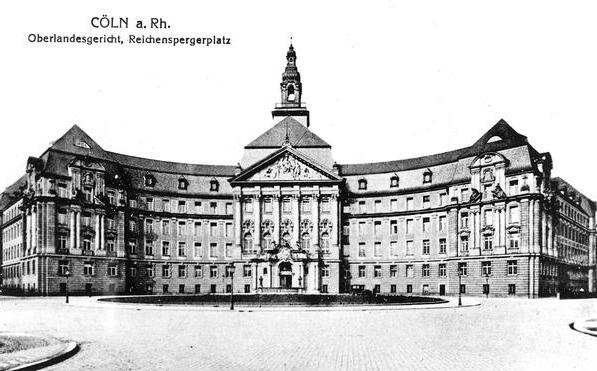
Oberlandesgericht de Cologne en 1910.

L’Oberlandesgericht (au pluriel, Oberlandesgerichte; en français « cour d'appel provinciale ») est l'une des cours de justice (der ordentlichen Gerichtsbarkeit) d'Allemagne. À Berlin, elle porte le nom de Kammergericht (KG). Les Oberlandesgerichte furent installées dans l'ensemble de l'Allemagne par la loi constitutionnelle du 27 janvier 1877.
En Prusse, les Oberlandesgerichte étaient les cours suprêmes provinciales depuis 1808, après avoir eu le nom de « régence » de 1723 à 1808.  
La cour se situe entre la cour régionale (Landgericht) et la cour fédérale (Bundesgerichtshof), entre cour de district (Amtsgericht) et la cour fédérale dans le droit des familles et de l'enfance. Dans les affaires criminelles qui concernent la Gerichtsbarkeit des Bundes, elle constitue un organe de cette cour en tant que Unteres Bundesgericht.  
L'OLG a un contrôle sur le sénat civil (Zivilsenat) et le sénat pénal (Strafsenat) conformément à l'article 116 de la loi du système judiciaire allemande (Gerichtsverfassungsgesetz, GVG).
Au siège des Oberlandesgerichte sont installés les bureaux du procureur général (Generalstaatsanwaltschaft).
L'OLG de Düsseldorf est l'un des tribunaux les plus populaires pour le règlement des litiges sur les brevets en Europe.